# A fior di pelle (film)
A fior di pelle è un film del 1987 diretto da Gianluca Fumagalli.

## Trama
Una studentessa di recitazione conosce un motociclista con il quale inizia una relazione, ma entrambi sono perseguitati dai ricordi.